# Деркач Михайло Олексійович
Михайло Олексійович Деркач (червень 1882 — 5 вересня 1963) — адміністративний підполковник Армії УНР.

## Біографія
Народився в м. Лубни на Полтавщині.
У 1918 р. служив в Окремій Запорізькій дивізії Армії УНР та Армії Української Держави.
У 1920 р. — урядовець та історіограф 3-ї Залізної дивізії.
У 1921—1923 рр. був видавцем таборової газети «Залізний Стрілець» та літературного журналу «Веселка».
У 1924—1944 рр. перебував на еміграції у Польщі, у м. Катовиці, займався активною громадською діяльністю.
З 1950 р. мешкав на еміграції у США.
Помер у м. Лос-Анджелес, похований на цвинтарі м. Голлівуд.